# Serpentine River (Shishmaref Inlet)
Der Serpentine River ist ein 108 Kilometer langer Zufluss der Tschuktschensee im Westen des US-Bundesstaats Alaska. 

## Verlauf
Der Serpentine River entsteht am Zusammenfluss von Bryan Creek (links, 28 km einschl. McKinley Creek) und Schlitz Creek (rechts, 32 km lang) auf einer Höhe von 50 m 160 km nordnordöstlich von Nome im Nordwesten der Seward-Halbinsel. Er fließt in überwiegend nordwestlicher Richtung durch das Küstentiefland und weist dabei zahlreiche Flussschlingen auf. Schon nach 3 Kilometern mündet der Hot Springs Creek von rechts in den Serpentine River. Bei Flusskilometer 28 trifft der North Fork Serpentine River von Osten kommend auf den Serpentine River. Bei Flusskilometer 24 mündet der South Fork Serpentine River von Süden kommend in den Serpentine River. Auf seinen 20 letzten Kilometern spalten sich mehrere Seitenarme ab, von denen einige direkt ins Meer fließen. Durchsetzt wird das Mündungsgebiet von unzähligen Seen und Teichen. Der Serpentine River mündet schließlich in das Shishmaref Inlet, eine Lagune an der Küste der Tschuktschensee. Der Ober- und Mittellauf des Serpentine River liegen im Schutzgebiet Bering Land Bridge National Preserve. Der Serpentine River entwässert ein ungefähr 1990 km² großes Areal.

## Name
Der sehr gewundene Fluss wurde im Mai 1900 von Charles McLennan, einem Prospektor, erkundet und entsprechend benannt.